# Kubovich Ignác
Kubovich Ignác, névváltozat: Kubovits (Esztergom, 1881. december 27. – Esztergom, 1942. május 28.) ügyvéd.

## Életrajza
Kubovich István és Meszes Erzsébet fia. Esztergomi földműves családban született, bár a Kubovich család a 17. században nemesi címet kapott. Maga a család a mai Szlovákia nyugati részén levő Kukló községből származik, onnan került ide Kubovich György aki az esztergomi Kubovics család őse. A család neve a századok során az anyakönyvekben többféle változatban is megtalálható: Kubovics, Kubovich, Gubovics, Gubó. Már gyermekkorában is kitűnt társai közül szorgalmával és tehetségével. Középiskolai tanulmányait Esztergomban a Bencés gimnáziumban végezte, majd Budapesten jogot végzett és ügyvédi vizsgát tett. 1913-ban kezdte pályáját mint törvényszéki jegyző. Az első világháború kitörésekor bevonult katonának. A háború alatt a 14. honvédgyalogezred kötelékében az orosz fronton harcolt. A háború végén főhadnagyként szerelt le. 1916. szeptember 12-én Esztergomban feleségül vette a nála 15 évvel fiatalabb Pázmándi Berta Máriát. Az 1919-es Tanácsköztársaság idején le akarták tartóztatni, de miután bizalmas értesítést kapott erről, a Bakonyban a barátainál elrejtőzött. 1920–1921 között törvényszéki titkárként dolgozott, majd 1921-ben ügyvédi irodát nyitott Esztergomban. A két világháború között Esztergom egyik legelismertebb jogásza volt. Ebben az időben építette ki birtokát, melynek területe elérte a 100 kat. holdat. E birtok emlékét Esztergomban helynév őrzi: Kubovich-tanya (helyi elnevezéssel Gubó-tanya). 1925-ben elvált feleségétől és 1929. március 11-én ugyancsak Esztergomban házasságot kötött a nála húsz évvel fiatalabb Vályi Margittal. A Kubovich-birtok 1942-ben tönkre ment. Ebben az évben Dr. Kubovich Ignác esztergomi ügyvéd szívbénulásban elhunyt május 28-án reggel fél 8 órakor. Sírja Esztergomban a belvárosi temetőben található, ahova 1942. május 30-án délután temették a római katolikus egyház szertartása szerint.